# كعكة طبقات

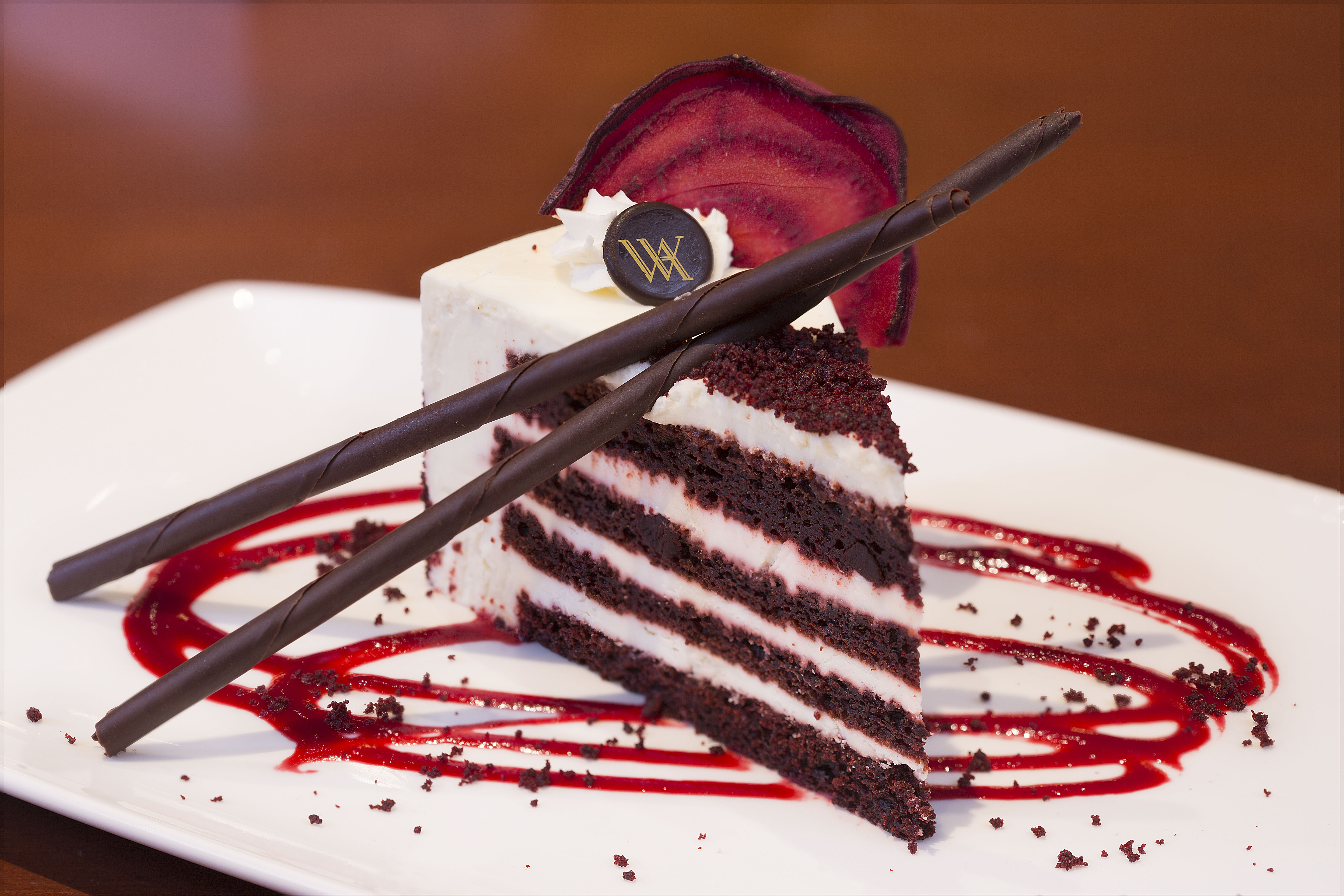
غالبًا ما تُخبز كعكة الخمل الحمراء طبقاتٍ

الكعكة المُطبقة أو كعكة طبقات هي كعكة تتكون من عدة طبقات من الكعك المكد متماسكة بواسطة تغطية سكرية أو نوع آخر من الحشوة مثل المربى أو غيرها من المواد المحفوظة. يمكن تكييف معظم وصفات الكعك لتكون ذات طبقات مثل كعك الزبدة والكعك الإسفنجي. تُزيي الكعكة في كثير من الأحيان وقد تترك الجوانب غير مزخرفة ليمكن رؤية الحشوة وعدد الطبقات.
تشتمل مجموعات الأنواع الشهيرة على كعكة الشكلاطة الجرمنية وكعكة الخمل الأحمر وكعكة الغابة السوداء وكعكة الجزر مع الجبنة القشدية. والعديد من كعكات الزفاف ذات طبقات.